# Diablo: Hellfire
Diablo: Hellfire är ett expansionspaket till spelet Diablo. Spelet utvecklades av Synergistic Software och inte av Blizzard Entertainment, som föregångaren. Expansionen släpptes av Sierra On-Line år 1997. Spelet släpptes året efter, tillsammans med Diablo, i vad som kallas Diablo + Hellfire (i Europa) eller Diablo Hellfire Bundle (i USA).
Spelet handlar om demonen Na-Krul och introducerar en ny klass, nämligen munk. Förutom detta introducerades även två nya grottyper, en ny NPC (Lester the Farmer), fler uppdrag, uppdateringar till kontrollerna, nya utrustningar och nya vapen.
Hellfire anses av många Diablo-fans vara ett misslyckande av följande anledningar:
- Spelet hade inte på något sätt samma atmosfär som originalspelet med sin mörka, gotiska stil.
- Många av de nya monstrerna var modifikationer av redan existerande eller mycket lika dem (en del av dem var under utveckling för Diablo men blev borttagna). Andra passade inte in i spelet över huvud taget.
- Många av de nya magierna i spelet var uppenbarligen enkla modifikationer av andra (exempel Firewall till Lightning Wall) eller introducerade inte något nytt spelmoment.
- Hellfire saknade stöd för Battle.net, vilket många tyckte var den bästa biten med originalspelet.
- Spelet var inte Macintosh-kompatibelt.
- Det släpptes bara en patch och det finns fortfarande många buggar kvar.
- På grund av en miss i koden var det näst intill omöjligt att hitta unika föremål.

Handlingen i Hellfire ignorerades totalt i uppföljaren Diablo II och varken Blizzard eller Sierra har länkar till produkten på sina respektive webbplatser. Hellfire lanserades dock den 5 juni 2019 på GOG.com av Blizzard Entertainment, vilket gör det till första gången Hellfire officiellt betraktades som kanon av Blizzard. 
Det fanns även planer på att lägga till två nya klasser, Bard och Barbarian. Man kan aktivera dessa genom att modifiera en .txt-fil. Om man har version 1.01 är man även tvungen att ändra en .dll-fil. Bard är snarlik Rogue och Barbarian är snarlik Warrior. Förutom dessa klasser läggs även några nya uppdrag till, såsom till exempel The Jersey's Jersey, i vilken man kan få rustningen Bovine Plate. Detta uppdrag ges av Complete Nut som är Lester the Farmer utklädd till en ko.
| Recensioner     | Recensioner     |
| Recensionsbetyg | Recensionsbetyg |
| Publikation     | Betyg           |
| --------------- | --------------- |
| Gamespot        | [ 4 ]           |